# Фридерика Каролина Саксен-Кобург-Заальфельдская
Фридерика Каролина Саксен-Кобург-Заальфельдская (нем. Friederike Caroline von Sachsen-Coburg-Saalfeld; 24 июня 1735, Кобург — 18 февраля 1791, Унтершванинген) — принцесса Саксен-Кобург-Заальфельдская, в замужестве маркграфиня Бранденбург-Ансбахская и Бранденбург-Байрейтская.

## Биография
Фридерика Каролина — дочь герцога Франца Иосии Саксен-Кобург-Заальфельдского и его супруги Анны Софии Шварцбуг-Рудольштадтской, дочери князя Людвига Фридриха I.
22 ноября 1754 года Фридерика Каролина вышла замуж в Кобурге за маркграфа Карла Александра Бранденбург-Ансбахского. Брак был заключён по династическому расчёту. Фридерика славилась своими добродетелями, мягкостью характера и благочестием, занималась благотворительностью, но Карл Александр считал свою супругу невзрачной, необразованной и скучной. В браке детей не было, и Карл Александр сослал Фридерику Каролину в замок Шванинген в Унтершванингене и занялся своей любовницей Элизабет Крейвен.
После смерти Фридерики Каролины её супруг отрёкся от престола в Ансбахе и Байрейте, покинул страну и женился на своей любовнице-англичанке. Фридерика Каролина похоронена в церкви Святого Гумберта в Ансбахе.